# Ínsubres

Los pueblos de Galia Cisalpina, 391-192 a. C.

Los ínsubres o ínsubros fueron un pueblo galo asentado en Insubria, en la actual región italiana de Lombardía. Fueron los fundadores de la ciudad de Mediolanum (Milán). Aunque completamente galos en la época de la conquista romana, eran el resultado de la fusión de los pueblos preexistentes ligur y celta con tribus galas.

## Fuentes clásicas

La distribución aproximada de lenguas en la Edad del Hierro en Italia durante el siglo VI a. C.